# Otto Imhof
Otto Imhof (20 settembre 1904 – 8 luglio 1986) è stato un calciatore svizzero, di ruolo centrocampista.

## Carriera

### Nazionale
Ha collezionato venti presenze con la propria Nazionale.